# Quintette pour piano et cordes de Novák
Pour les articles homonymes, voir Quintette pour piano et cordes.
Le Quintette pour piano et cordes en la mineur op. 12 est une composition de musique de chambre de Vítězslav Novák. Composé en 1896-97, il fut révisé en 1943.

## Structure
L'œuvre est constituée de trois mouvements :
1. Allegro molto
2. Andante
3. Allegro risoluto

La durée d'exécution est d'environ vingt sept minutes.

## Analyse
L'Andante est construit sur une « chanson d'amour tchèque remontant au xve siècle ». La conclusion est une marche slovaque à l'allure fière et entraînante.

## Réception
L'œuvre est jouée en 1920 à la Salle Gaveau par le Quatuor Leske, composé de Karel Hoffmann, Josef Suk, Jiří Herold (cs) et Hanuš Wihan. Elle se fait remarquer par son « goût du terroir ». Le Ménestrel décrit l'Andante comme particulièrement émouvant.